# Сант-Амброджо-делла-Массима
Сант-Амброджо-делла-Массима (итал. Sant'Ambrogio della Massima — Большая церковь Святого Амвросия) — католический храм в Риме, расположенной в районе Рима Сант-Анджело, на одноимённой улице, возле Портика Октавии. Церковь вписана в здание одноимённого монастыря.

## История
В самых старых каталогах монастырь и церковь фигурируют под названием «Большой Святой Марии» (Sancta Maria de Maxima), но позднее, начиная с XV века, мы читаем: «Sancto Ambrosio della Massima» или просто «Sancto Ambrogio» (Святого Амвросия). По преданию, церковь была построена на месте дома, в котором жил святой Амвросий, прежде чем он переехал, чтобы стать консулом в Милане. Семейный дом был построен на руинах древнеримского храма Геркулеса. Археологические исследования обнаружили части храма и крыльца под ныне существующими зданиями церкви Сант-Амброджо.

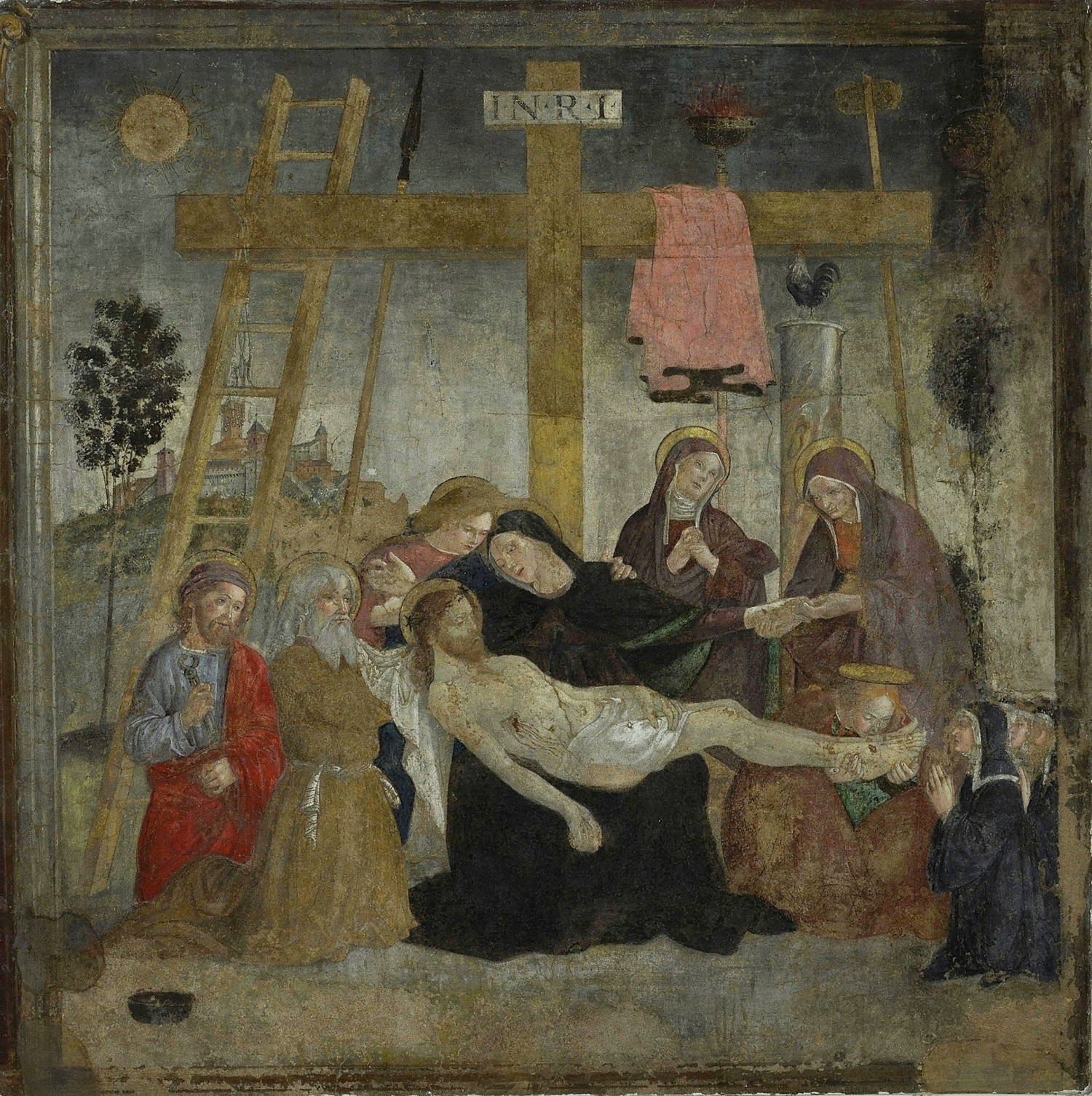
Антониаццо Романо. Положение во гроб с принесением сестёр-бенедиктинок. Фреска трапезной церкви

Рядом с церковью был построен женский «Большой монастырь Святой Марии» (Sanctae Mariae de Maxima), основанный в 353 году, согласно традиции, Марцеллиной, старшей сестрой Амвросия и его братом. Название церкви могло произойти от имени сестры («Максима» на латыни — это фамилия, используемая для старших сестёр в качестве альтернативы «Примы», поскольку для женщин-монахинь не использовался классический преномен). По другим данным, название происходит от неизвестной дворянки по имени Массима (Максима). Гипотеза о том, что название происходит от предполагаемой близости монастыря и церкви к устью Большой Клоаки (Cloaca Massima), впадающей в Тибр, необоснована, поскольку клоака (канализация) проложена под землёй из долины Римского форума на равнину Велабро и к прилегающему Бычьему форуму. Эти места слишком далеки от церковной территории.
Церковь несколько раз перестраивалась, но в источниках не уточняются даты. В пятнадцатом веке или около 1500 года монастырь, вероятно, был присоединён к соседней церкви Санто-Стефано и снова посвящён святому Амвросию. Джакомо делла Порта пристроил к монастырю новое крыло в 1578 году. Между 1606 и 1634 годами Беатрис де Торрес, сестра аббатисы Олимпии де Торрес, и её брат кардинал Людовико де Торрес поручили архитектору Карло Мадерне перепроектировать церковь. Она была перестроена Орацио Торриани с использованием остатков предыдущего здания.
В 1606 году в период наполеоновских войн церковь была заброшена, но с 1814 года при папе Пие VII, восстанавливалась. В 1861 году папа Пий IX передал здание монахам бенедиктинцам; они приняли его под миссионерский коллегиум и заменили фасад, но он обрушился в следующем году. После 1870 года церковь и монастырь были экспроприированы итальянским государством, но позже церковь и часть монастыря возвращены бенедиктинскому ордену. Антониаццо Романо приписывают фрески «Положение во гроб с принесением сестёр-бенедиктинок», расположенные в трапезной монахов (сохранилась небольшая часть). В крипте церкви можно увидеть остатки предполагаемого дома святого Амвросия.
С 30 сентября 2023 года в церкви располагается резиденция одноимённого диаконства.